# رونالد أرانا
رونالد أرانا (بالإسبانية: Ronald Arana) (18 يناير 1977 في بوليفيا - ) هو مدرب كرة قدم ولاعب كرة قدم بوليفي في مركز الدفاع. شارك مع منتخب بوليفيا تحت 17 سنة لكرة القدم ومنتخب بوليفيا تحت 20 سنة لكرة القدم ومنتخب بوليفيا لكرة القدم. أما مع النوادي، فقد لعب مع ذي سترونغيست وروزاريو سنترال ونادي بوليفار وأورينتي بيتروليرو وLa Paz F.C. ‏ وMunicipal Real Mamoré ‏ ونادي غوبيارا وكلوب ديسترويرس.

## وصلات خارجية
- رونالد أرانا على موقع الاتحاد الدولي (مؤرشف)  (الإنجليزية)
- رونالد أرانا على موقع إي إس بي إن إف سي (الإنجليزية)
- رونالد أرانا على موقع قاعدة بيانات كرة القدم.إي يو (الإنجليزية)
- رونالد أرانا على موقع ناشيونال فوتبول تيمز (الإنجليزية)
- رونالد أرانا على موقع Soccerway.com (الإنجليزية)
- رونالد أرانا على موقع عالم كرة القدم.نت (الإنجليزية)